# Стасюк Софія Володимирівна
Софія Володимирівна Стасюк (нар. 19 травня 1986, Луцьк) — українська поетеса, членкиня Національної спілки письменників України з 2012 року.

## Життєпис
Закінчила Луцьку гімназію № 21 ім. М. Кравчука та магістратуру філологічного факультету Волинського національного університету імені Лесі Українки. Членкиня літературної студії «Лесин кадуб» та літературної студії під керівництвом Василя Слапчука. Нині[коли?] працює на ниві журналістики[джерело?].
Друкувалася в обласній періодиці, а також — у колективних збірниках.
Творче гасло: «Обережно! Заходите в душу!» (автор)

## Твори
Поетичні збірки:
- «Екзекуції» (2013)[1]
- «Температура тиші» (2006)[3]

## Відзнаки
- Лауреат міжнародної літературної україно-німецької премії імені Олеся Гончара 2007 року.[3]
- Лауреат II і V конкурсів «Неповторність»[1]
- Переможець міських та обласних літературних конкурсів.